# International Karate
International Karate – gra komputerowa z gatunku bijatyk „jeden na jednego” wydana przez System 3 dla ZX Spectrum, Commodore 64, Amstrad CPC i 8-bitowe Atari w 1986 roku. W późniejszym czasie wydano też konwersję dla Atari ST.
W Stanach Zjednoczonych gra została wydana przez Epyx pod tytułem World Karate Championship.